# Раул Дюфи
Раул Дюфи (на френски: Raoul Dufy) е френски художник, представител на фовизма.

## Биография
Раул Дюфи е роден на 3 юни 1877 г. в Хавър, Нормандия. Посещава първоначално вечерен курс в училището за изкуства в родния си град, след това печели стипендия в „Школата за изящни изкуства в Париж“ (на френски: École des Beaux-Arts). След това печели стипендия като ученик на Леон Бона. Под влияние на Анри Матис се обръща към фовизма. По-късно е повлиян от изкуството на Пол Сезан. В началните години на своята кариера той не може да се издържа от картините си, като се занимава допълнително с керамика, дърворезба и гоблени. В средата на 20-те години Дюфи рисува серия от морски картини на северното крайбрежие на Франция, към които принадлежи и „Régates à Sainte-Adresse“ (масло, 60,8 × 73,5 cm, 1924). В средата на 20-те години и към 1937 г. променя стила си към по-скоро елегантно изкуство и получава признание. За Парижкото изложение през 1937 г. изрисува в павилиона на светлината и електричеството, La Fée Electricité (Феята „Електричество“), най-голямата за това време картина в света от 620 m²; след 1964 г. тя е част от Музея за модерно изкуство в Париж (Musée d’Art Moderne de Paris).
През 1937 г. творчеството на Дюфи попада под ударите на акцията на нацистите срещу така нареченото от тях дегенеративно изкуство. При тази акция е унищожена неговата картина Морска битка.
През 1952 г.  Дюфи представя Франция на  XXVI Венецианско биенале, при което получава Gran Premi (Голяма награда).
Дюфи умира на 23 март 1953 г. във Форкалкие.